# Strijd om Walcheren
De Strijd om Walcheren of Operatie Infatuate werd gestreden tegen het einde van de Tweede Wereldoorlog, in 1944. Doel was niet zozeer de ontzetting van het schiereiland, maar eerder het openen van de Antwerpse haven voor geallieerde schepen, de zogenaamde Slag om de Schelde. 
De  aanval werd van drie zijden gelijktijdig uitgevoerd: over de Sloedam vanuit het oosten (Slag om de Sloedam), over de Westerschelde vanuit het zuiden (Vlissingen, operatie Infatuate I) en over de zee vanuit het westen (Westkapelle, operatie Infatuate II). Buiten de stranden van Normandië was Walcheren de enige plek waar de Atlantikwall werd doorbroken.

## Operatie Infatuate I: landing Vlissingen

Landingsplaats bij eb. Foto: Zeeuws maritiem muZEEum.

De amfibische landing in Vlissingen werd door de geallieerde troepen aangeduid als 'Operatie Infatuate I'. Operatie Infatuate I begon in de vroege morgen van 1 november 1944 vanuit de haven van Breskens die sinds 20 oktober 1944 in geallieerde handen was. Om 4:45 verlieten de eerste landingsschepen de Breskense haven. Tegelijkertijd beschoot artillerie vanuit Breskens de Duitse stellingen in Vlissingen. Na de landing van een kleine verkenningseenheid landde de eerste aanvalsgolf rond 6:35 op het strandje bij de Oranjemolen in Vlissingen dat werd aangeduid met codenaam 'Uncle Beach'. De aanval op Vlissingen werd uitgevoerd door commando's van het Britse No. 4 Commando waaronder ook Franse en Nederlandse militairen (No 2 (Dutch) Troop). De troepen stonden onder bevel van luitenant-kolonel Robert Dawson.

## Operatie Infatuate II: landing Westkapelle
Op 27 oktober 1944 kwam de Royal Navy T-Force aan in Oostende. Deze uit 123 schepen bestaande zeestrijdgroep was in het leven geroepen voor amfibische landingen op Westkapelle. De troepen waren afkomstig van de 41e, 47e en 48e Royal Marine Commando's, alsmede de 4e Special Service Brigade. Daarnaast streden Belgen, Nederlanders en Noren mee van het 10e Inter Allied Commando. 31 oktober stoomde de zeestrijdgroep op naar Westkapelle.
Het Britse slagschip HMS Warspite en twee kanonneerboten moesten de Duitse kustbatterijen vernietigen, dat was met zwaar bombarderen door de Royal Air Force niet gelukt. Dat bleek een zware uitdaging en de geallieerden leden zware verliezen. In totaal zonken negen landingsvaartuigen. De oorlogsschepen openden het vuur om het vuur van de kustbatterijen weg te lokken van de landingstroepen die het toch al moeilijk hadden een 400 meter brede bres in de dijk te veroveren, terwijl ze eerst tussen de mijnen door de kust moesten bereiken. Aan het eind van de dag was Westkapelle bevrijd. Eén dijk werd veroverd doordat Walcheren onder water stond na eerdere geallieerde bombardementen waardoor de Duitsers niet konden worden bevoorraad en het schieten moesten staken.

## Monumenten
Ter nagedachtenis aan de strijd om Walcheren is een aantal monumenten opgericht:
- Oorlogsmonument voor de Noren (Domburg)
- Gedenkbord "De Slag om de Schelde"
- De Schoppesteele
- Landingsmonument (Westkapelle)
- Landingsmonument (Vlissingen)

Tweede Wereldoorlog ·
Nederland in WO2 ·
België in WO2 ·
nazi-Duitsland ·
 Portaal:Tweede Wereldoorlog